# Niels Krabbe Vind
Niels Krabbe Vind (1705 – 29. juni 1766 på Christiansborg Slot) var en dansk gehejmeråd.
Vind var søn af etatsråd, amtmand Christian Vind (død 1712) og sønnesøn af vicekansler Holger Vind; hans moder var Elisabeth Juel (død 1741). Efter at have tjent som page hos kongen blev han 1729 hofjunker og samtidig sekretær i Danske Kancelli; 1731 sendtes han til England som kancelli- og legationssekretær ved hoffet i London og forflyttedes 1735 i samme egenskab til Paris, hvor han 1738 blev chargé d'affaires og året efter minister; 1735 blev han kammerjunker, 1740 etatsråd og 1745 kammerherre, 1744 envoyé i Stockholm, 1752 Ridder af Dannebrog, 1753 deputeret i Admiralitets- og Kommissariatskollegiet, 1754 overhofmester hos dronning Juliane Marie, fik 1756 l'union parfaite, udnævntes 1758 til gehejmeråd og 1766 til gehejmekonferensråd; fra 1763 var kan kurator for Vemmetofte Kloster og fra 1764 tillige direktør for Øresunds Toldkammer. Han døde på Christiansborg 29. juni 1766, ugift.